# جوني سينغ
جوني سينغ (بالإنجليزية: Johny Singh)‏ هو لاعب كرة قدم هندي في مركز الوسط، ولد في 8 فبراير 1993 في الهند. شارك مع منتخب الهند تحت 20 سنة لكرة القدم. أما مع النوادي، فقد لعب مع نادي طيران الهند.